# رئیس ستاد نیروی زمینی ایالات متحده آمریکا
رئیس ستاد نیروی زمینی ایالات متحده آمریکا (انگلیسی: Chief of Staff of the United States Army) بالاترین جایگاه در نیروی زمینی ایالات متحده آمریکا است، که نظارت بر نیروی زمینی ایالات متحده را برعهده دارد. این سمت بر پایه قوانین موضوعه ایجاد شده است، که توسط یک افسر برجسته نظامی و دارای درجه چهارستاره اداره می‌شود.
در یک مقام جداگانه، رئیس ستاد نیروی زمینی عضوی از ستاد مشترک نیروهای مسلح ایالات متحده آمریکا است، که مشاور نظامی شورای امنیت ملی، وزیر دفاع و رئیس‌جمهور ایالات متحده می‌باشد. رئیس ستاد نیروی زمینی اغلب ارشدترین افسر فعال در نیروی زمینی آمریکا است، مگر اینکه رئیس یا جانشین رئیس ستاد مشترک نیروهای مسلح، از افسران نیروی زمینی باشند.
رئیس ستاد نیروی زمینی یک مقام اداری مستقر در پنتاگون است. رئیس ستاد نیروی زمینی اختیار فرماندهی عملیاتی بر نیروهای زمینی را به‌طور کامل در اختیار ندارد و فرماندهی و کنترل یگان‌های نیروی زمینی در حوزه اختیارات فرماندهان رزمی است، که به وزیر دفاع گزارش می‌دهند. رئیس ستاد نیروی زمینی به‌عنوان نماینده وزیر نیروی زمینی، بر واحدها و سازمان‌های نیروی زمینی آمریکا نظارت می‌کند.

## فهرست روسای ستاد
| No. | تصویر                     | نام                                         | دوره            | دوره             | دوره           | شاخه                | وزیر:                                                        | وزیر:                                                | Ref.        |
| No. | تصویر                     | نام                                         | تصدی سمت        | پایان سمت        | مدت زمان       | شاخه                | وزیر جنگ ایالات متحده آمریکا / وزیر ارتش ایالات متحده آمریکا | وزیر دفاع ایالات متحده آمریکا                        | Ref.        |
| --- | ------------------------- | ------------------------------------------- | --------------- | ---------------- | -------------- | ------------------- | ------------------------------------------------------------ | ---------------------------------------------------- | ----------- |
| ۱   | ساموئل بالدوین مارکس یانگ | سپهبد ساموئل بالدوین مارکس یانگ (۱۹۲۴–۱۸۴۰) | ۱۵ اوت ۱۹۰۳     | ۸ ژانویه ۱۹۰۴    | ۱۴۶ روز        | سواره‌نظام           | الیو روت                                                     | —                                                    | [ ۱ ]       |
| ۲   | آدنا چافی                 | سپهبد آدنا چافی (۱۹۱۴–۱۸۴۲)                 | ۹ ژانویه ۱۹۰۴   | ۱۴ ژانویه ۱۹۰۶   | ۲ سال، ۵ روز   | سواره‌نظام           | الیو روت ویلیام هووارد تفت                                   | —                                                    | [ ۱ ]       |
| ۳   | جان کوالتر بیتس           | سپهبد جان کوالتر بیتس (۱۹۱۹–۱۸۴۲)           | ۱۵ ژانویه ۱۹۰۶  | ۱۳ آوریل ۱۹۰۶    | ۸۹ روز         | پیاده‌نظام           | ویلیام هووارد تفت                                            | —                                                    | [ ۱ ]       |
| ۴   | جیمز فرانکلین بل          | سرلشکر جیمز فرانکلین بل (۱۹۱۹–۱۸۵۶)         | ۱۴ آوریل ۱۹۰۶   | ۲۱ آوریل ۱۹۱۰    | ۴ سال، ۷ روز   | سواره‌نظام           | ویلیام هووارد تفت لوک ادوارد رایت جیکوب دیکینسون             | —                                                    | [ ۱ ]       |
| ۵   | لئونارد وود               | سرلشکر لئونارد وود (۱۹۲۷–۱۸۶۰)              | ۲۲ آوریل ۱۹۱۰   | ۲۱ آوریل ۱۹۱۴    | ۳ سال، ۳۶۴ روز | پزشکی و سواره‌نظام   | جیکوب دیکینسون هنری استیمسون لیندلی میلر گریسون              | —                                                    | [ ۱ ]       |
| ۶   | ویلیام والاس وترسپون      | سرلشکر ویلیام والاس وترسپون (۱۹۲۱–۱۸۵۰)     | ۲۲ آوریل ۱۹۱۴   | ۱۶ نوامبر ۱۹۱۴   | ۲۰۸ روز        | پیاده‌نظام           | لیندلی میلر گریسون                                           | —                                                    | [ ۱ ]       |
| ۷   | هیو لنوکس اسکات           | سرلشکر هیو لنوکس اسکات (۱۹۳۴–۱۸۵۳)          | ۱۷ نوامبر ۱۹۱۴  | ۲۲ سپتامبر ۱۹۱۷  | ۲ سال، ۳۰۹ روز | سواره‌نظام           | لیندلی میلر گریسون نیوتن دی. بیکر                            | —                                                    | [ ۱ ]       |
| ۸   | تاسکر هووارد بلیز         | ژنرال تاسکر هووارد بلیز (۱۹۳۰–۱۸۵۳)         | ۲۳ سپتامبر ۱۹۱۷ | ۱۹ مه ۱۹۱۸       | ۲۳۸ روز        | توپخانه             | نیوتن دی. بیکر                                               | —                                                    | [ ۱ ]       |
| ۹   | پیتون سی. مارچ            | ژنرال پیتون سی. مارچ (۱۹۵۵–۱۸۶۴)            | ۲۰ مه ۱۹۱۸      | ۳۰ ژوئن ۱۹۲۱     | ۳ سال، ۴۱ روز  | توپخانه             | نیوتن دی. بیکر جان دبلیو. ویکس                               | —                                                    | [ ۱ ]       |
| ۱۰  | جان جی. پرشینگ            | ژنرال ۵-ستاره جان جی. پرشینگ (۱۹۴۸–۱۸۶۰)    | ۱ ژوئیه ۱۹۲۱    | ۱۳ سپتامبر ۱۹۲۴  | ۳ سال، ۷۴ روز  | سواره‌نظام           | جان دبلیو. ویکس                                              | —                                                    | [ ۱ ]       |
| ۱۱  | جان لئونارد هاینز         | سرلشکر جان لئونارد هاینز (۱۹۶۸–۱۸۶۸)        | ۱۴ سپتامبر ۱۹۲۴ | ۲۰ نوامبر ۱۹۲۶   | ۲ سال، ۶۸ روز  | پیاده‌نظام           | جان دبلیو. ویکس دوایت اف دیویس                               | —                                                    | [ ۱ ]       |
| ۱۲  | چارلز پلوت سامرال         | ژنرال چارلز پلوت سامرال (۱۹۵۵–۱۸۶۷)         | ۲۱ نوامبر ۱۹۲۶  | ۲۰ نوامبر ۱۹۳۰   | ۳ سال، ۳۶۴ روز | پیاده‌نظام و توپخانه | دوایت اف دیویس جیمز ویلیام گود پاتریک جی. هرلی               | —                                                    | [ ۱ ]       |
| ۱۳  | داگلاس مک‌آرتور            | ژنرال داگلاس مک‌آرتور (۱۹۶۴–۱۸۸۰)            | ۲۱ نوامبر ۱۹۳۰  | ۱ اکتبر ۱۹۳۵     | ۴ سال، ۳۱۵ روز | سپاه مهندسی         | پاتریک جی. هرلی جورج درن                                     | —                                                    | [ ۱ ]       |
| ۱۴  | مالین کریگ                | ژنرال مالین کریگ (۱۹۴۵–۱۸۷۵)                | ۲ اکتبر ۱۹۳۵    | ۳۱ اوت ۱۹۳۹      | ۳ سال، ۳۳۳ روز | پیاده‌نظام           | جورج درن هری هاینز وودرینگ                                   | —                                                    | [ ۱ ]       |
| ۱۵  | جرج مارشال                | ژنرال ۵-ستاره جرج مارشال (۱۹۵۹–۱۸۸۰)        | ۱ سپتامبر ۱۹۳۹  | ۱۸ نوامبر ۱۹۴۵   | ۶ سال، ۷۸ روز  | پیاده‌نظام           | هری هاینز وودرینگ هنری استیمسون رابرت پی. پترسون             | —                                                    | [ ۱ ]       |
| ۱۶  | دوایت آیزنهاور            | ژنرال ۵-ستاره دوایت آیزنهاور (۱۹۶۹–۱۸۹۰)    | ۱۹ نوامبر ۱۹۴۵  | ۶ فوریه ۱۹۴۸     | ۲ سال، ۷۹ روز  | پیاده‌نظام           | رابرت پی. پترسون کنت کلیبورن رویال                           | جیمز فورستال                                         | [ ۱ ]       |
| ۱۷  | عمر بردلی                 | ژنرال عمر بردلی (۱۹۸۱–۱۸۹۳)                 | ۷ فوریه ۱۹۴۸    | ۱۵ اوت ۱۹۴۹      | ۱ سال، ۱۸۹ روز | پیاده‌نظام           | کنت کلیبورن رویال گوردون گری                                 | جیمز فورستال لویی جانسون                             | [ ۱ ]       |
| ۱۸  | جوزف لاوتون کالینز        | ژنرال جوزف لاوتون کالینز (۱۹۸۷–۱۸۹۶)        | ۱۶ اوت ۱۹۴۹     | ۱۴ اوت ۱۹۵۳      | ۳ سال، ۳۶۳ روز | پیاده‌نظام           | گوردون گری فرانک پیس رابرت تی. استیونز                       | لویی جانسون جرج مارشال رابرت لاوت چارلز اروین ویلسون | [ ۱ ]       |
| ۱۹  | متیو ریجوی                | ژنرال متیو ریجوی (۱۹۹۳–۱۸۹۵)                | ۱۵ اوت ۱۹۵۳     | ۲۹ ژوئن ۱۹۵۵     | ۱ سال، ۳۱۹ روز | پیاده‌نظام           | رابرت تی. استیونز                                            | چارلز اروین ویلسون                                   | [ ۱ ]       |
| ۲۰  | مکسول تیلور               | ژنرال مکسول تیلور (۱۹۸۷–۱۹۰۱)               | ۳۰ ژوئن ۱۹۵۵    | ۳۰ ژوئن ۱۹۵۹     | ۴ سال، ۰ روز   | توپخانه             | رابرت تی. استیونز ویلبر ام. بروکر                            | چارلز اروین ویلسون نیل اچ. مک‌الروی                   | [ ۱ ]       |
| ۲۱  | لیمن لمنیتزر              | ژنرال لیمن لمنیتزر (۱۹۸۸–۱۸۹۹)              | ۱ ژوئیه ۱۹۵۹    | ۳۰ سپتامبر ۱۹۶۰  | ۱ سال، ۹۱ روز  | پیاده‌نظام           | ویلبر ام. بروکر                                              | نیل اچ. مک‌الروی توماس اس. گیتس                       | [ ۱ ]       |
| ۲۲  | جورج دکر                  | ژنرال جورج دکر (۱۹۸۰–۱۹۰۲)                  | ۱ اکتبر ۱۹۶۰    | ۳۰ سپتامبر ۱۹۶۲  | ۱ سال، ۳۶۴ روز | پیاده‌نظام           | ویلبر ام. بروکر الویس جیکوب استار سایروس ونس                 | توماس اس. گیتس رابرت مک‌نامارا                        | [ ۱ ]       |
| ۲۳  | ارل ویلر                  | ژنرال ارل ویلر (۱۹۷۵–۱۹۰۸)                  | ۱ اکتبر ۱۹۶۲    | ۲ ژوئیه ۱۹۶۴     | ۱ سال، ۲۷۵ روز | پیاده‌نظام و زرهی    | سایروس ونس استیون ایلز                                       | رابرت مک‌نامارا                                       | [ ۱ ]       |
| ۲۴  | هارولد کیث جانسون         | ژنرال هارولد کیث جانسون (۱۹۸۳–۱۹۱۲)         | ۳ ژوئیه ۱۹۶۴    | ۲ ژوئیه ۱۹۶۸     | ۳ سال، ۳۶۵ روز | پیاده‌نظام           | استیون ایلز استنلی راجرز ریزور                               | رابرت مک‌نامارا کلارک کلیفورد                         | [ ۱ ]       |
| ۲۵  | ویلیام وستمورلند          | ژنرال ویلیام وستمورلند (۲۰۰۵–۱۹۱۴)          | ۳ ژوئیه ۱۹۶۸    | ۳۰ ژوئن ۱۹۷۲     | ۳ سال، ۳۶۳ روز | توپخانه             | استنلی راجرز ریزور رابرت فروهلک                              | کلارک کلیفورد ملوین لیرد                             | [ ۱ ]       |
| –   | بروس پالمر                | ژنرال بروس پالمر (۲۰۰۰–۱۹۱۳) سرپرست         | ۱ ژوئیه ۱۹۷۲    | ۱۱ اکتبر ۱۹۷۲    | ۱۰۲ روز        | پیاده‌نظام           | رابرت فروهلک                                                 | ملوین لیرد                                           | [ ۱ ]       |
| ۲۶  | کریگتون آبرامز            | ژنرال کریگتون آبرامز (۱۹۷۴–۱۹۱۴)            | ۱۲ اکتبر ۱۹۷۲   | ۴ سپتامبر ۱۹۷۴ † | ۱ سال، ۳۲۷ روز | زرهی                | رابرت فروهلک بو کالاوی                                       | ملوین لیرد الیوت ریچاردسون جیمز شلسینگر              | [ ۱ ]       |
| –   |                           | ژنرال فردریک ویاند (۱۹۱۶–۲۰۱۰)              | ۵ سپتامبر ۱۹۷۴  | ۴ اکتبر ۱۹۷۴     | ۲۹ روز         | پیاده‌نظام و اطلاعات | بو کالاوی مارتین ریچارد هافمن                                | جیمز شلسینگر دونالد رامسفلد                          | [ ۲ ] [ ۳ ] |
| ۲۷  | ۴ اکتبر ۱۹۷۴              | ژنرال فردریک ویاند (۱۹۱۶–۲۰۱۰)              | ۳۰ سپتامبر ۱۹۷۶ | ۱ سال، ۳۶۲ روز   | [ ۱ ]          | پیاده‌نظام و اطلاعات | بو کالاوی مارتین ریچارد هافمن                                | جیمز شلسینگر دونالد رامسفلد                          |             |
| ۲۸  | برنارد ویلیام راجرز       | ژنرال برنارد ویلیام راجرز (۲۰۰۸–۱۹۲۱)       | ۱ اکتبر ۱۹۷۶    | ۲۱ ژوئن ۱۹۷۹     | ۲ سال، ۲۶۳ روز | پیاده‌نظام           | مارتین ریچارد هافمن کلیفورد الکساندر جونیور                  | دونالد رامسفلد هرولد براون                           | [ ۱ ]       |
| ۲۹  | ادوارد چارلز مایر         | ژنرال ادوارد چارلز مایر (۲۰۲۰–۱۹۲۸)         | ۲۲ ژوئن ۱۹۷۹    | ۲۱ ژوئن ۱۹۸۳     | ۳ سال، ۳۶۴ روز | پیاده‌نظام           | کلیفورد الکساندر جونیور جان اوتو مارش                        | هرولد براون کاسپار واینبرگر                          | [ ۱ ]       |
| ۳۰  | جان آدامز ویکهام          | ژنرال جان آدامز ویکهام (۲۰۲۴–۱۹۲۸)          | ۲۳ ژوئن ۱۹۸۳    | ۲۳ ژوئن ۱۹۸۷     | ۴ سال، ۰ روز   | پیاده‌نظام           | جان اوتو مارش                                                | کاسپار واینبرگر                                      | [ ۱ ]       |
| ۳۱  | کارل ووئونو               | ژنرال کارل ووئونو (زادهٔ ۱۹۳۴)               | ۲۳ ژوئن ۱۹۸۷    | ۲۱ ژوئن ۱۹۹۱     | ۳ سال، ۳۶۳ روز | توپخانه             | جان اوتو مارش مایکل پی. دبلیو. استون                         | کاسپار واینبرگر فرانک کارلوچی دیک چینی               | [ ۱ ]       |
| ۳۲  | گوردون سالیوان            | ژنرال گوردون سالیوان (۲۰۲۴–۱۹۳۷)            | ۲۱ ژوئن ۱۹۹۱    | ۲۰ ژوئن ۱۹۹۵     | ۳ سال، ۳۶۴ روز | زرهی و مکانیزه      | مایکل پی. دبلیو. استون توگو دی وست جونیور                    | دیک چینی لس آسپین ویلیام پری                         | [ ۱ ]       |
| ۳۳  | دنیس رایمر                | ژنرال دنیس رایمر (زادهٔ ۱۹۳۹)                | ۲۰ ژوئن ۱۹۹۵    | ۲۱ ژوئن ۱۹۹۹     | ۴ سال، ۱ روز   | توپخانه و مکانیزه   | توگو دی وست جونیور لویی کالدرا                               | ویلیام پری ویلیام اس. کوهن                           | [ ۱ ]       |
| ۳۴  | اریک شینسکی               | ژنرال اریک شینسکی (زادهٔ ۱۹۴۲)               | ۲۱ ژوئن ۱۹۹۹    | ۱۱ ژوئن ۲۰۰۳     | ۳ سال، ۳۵۵ روز | سواره‌نظام           | لویی کالدرا توماس ای. وایت                                   | ویلیام اس. کوهن دونالد رامسفلد                       | [ ۱ ]       |
| –   | جک کین                    | ژنرال جک کین (زادهٔ ۱۹۴۳) سرپرست             | ۱۱ ژوئن ۲۰۰۳    | ۱ اوت ۲۰۰۳       | ۵۱ روز         | پیاده‌نظام           | لس براونلی                                                   | دونالد رامسفلد                                       | [ ۴ ]       |
| ۳۵  | پیتر شومیکر               | ژنرال پیتر شومیکر (زادهٔ ۱۹۴۶)               | ۱ اوت ۲۰۰۳      | ۱۰ آوریل ۲۰۰۷    | ۳ سال، ۲۵۲ روز | نیروهای ویژه        | فرانسیس جی. هاروی پیت گرن                                    | دونالد رامسفلد رابرت گیتس                            | [ ۱ ]       |
| ۳۶  | جورج ویلیام کیسی جونیور   | ژنرال جورج ویلیام کیسی جونیور (زادهٔ ۱۹۴۸)   | ۱۰ آوریل ۲۰۰۷   | ۱۱ آوریل ۲۰۱۱    | ۴ سال، ۱ روز   | زرهی و مکانیزه      | پیت گرن جان ام. مک‌هیو                                        | رابرت گیتس                                           | [ ۵ ]       |
| ۳۷  | مارتین دمپسی              | ژنرال مارتین دمپسی (زادهٔ ۱۹۵۲)              | ۱۱ آوریل ۲۰۱۱   | ۷ سپتامبر ۲۰۱۱   | ۱۴۹ روز        | زرهی                | جان ام. مک‌هیو                                                | رابرت گیتس لئون پانه‌تا                               | [ ۶ ]       |
| ۳۸  | ریموند تی. اودیرنو        | ژنرال ریموند تی. اودیرنو (۲۰۲۱–۱۹۵۴)        | ۷ سپتامبر ۲۰۱۱  | ۱۴ اوت ۲۰۱۵      | ۳ سال، ۳۴۱ روز | توپخانه             | جان ام. مک‌هیو                                                | لئون پانه‌تا چاک هیگل اشتون کارتر                     | [ ۷ ]       |
| ۳۹  | مارک میلی                 | ژنرال مارک میلی (زادهٔ ۱۹۵۸)                 | ۱۴ اوت ۲۰۱۵     | ۹ اوت ۲۰۱۹       | ۳ سال، ۳۶۰ روز | زرهی                | جان ام. مک‌هیو اریک فانینگ مارک اسپر رایان دی. مک‌کارتی        | اشتون کارتر جیمز متیس مارک اسپر                      | [ ۸ ]       |
| ۴۰  | جیمز مک‌کانویل             | ژنرال جیمز مک‌کانویل (زادهٔ ۱۹۵۹)             | ۹ اوت ۲۰۱۹      | ۴ اوت ۲۰۲۳       | ۳ سال، ۳۶۰ روز | هوانوردی            | رایان دی. مک‌کارتی کریستین وورموث                             | مارک اسپر لوید آستین                                 | [ ۹ ]       |
| –   |                           | ژنرال رندی جرج (زاده ۱۹۶۴)                  | ۴ اوت ۲۰۲۳      | ۲۱ سپتامبر ۲۰۲۳  | ۴۸ روز         | پیاده‌نظام           | کریستین وورموث                                               | لوید آستین پیت هگست                                  | [ ۱۰ ]      |
| ۴۱  | ۲۱ سپتامبر ۲۰۲۳           | ژنرال رندی جرج (زاده ۱۹۶۴)                  | متصدی           | ۱ سال، ۳۱۴ روز   | [ ۱۱ ]         | پیاده‌نظام           | کریستین وورموث                                               | لوید آستین پیت هگست                                  |             |